# Olios lamarcki taprobanicus
Olios lamarcki là một phân loài nhện trong họ Sparassidae.
Loài này thuộc chi Olios. Olios lamarcki taprobanicus được Embrik Strand miêu tả năm 1913.